# Нижня Чатра
Нижня Чатра́ (рос. Нижняя Чатра, башк. Түбәнге Сатра) — присілок у складі Буздяцького району Башкортостану, Росія. Входить до складу Тюрюшевської сільської ради.
Населення — 41 особа (2010; 69 у 2002).
Національний склад:
- татари — 46 %
- башкири — 39 %